# Duraziv
Duraziv (fostă Bau Profil) este o companie producătoare de materiale de construcții din România.
Este deținută de omul de afaceri Daniel Guzu, care a fondat și compania producătoare de lacuri și vopsele Fabryo.
Duraziv a finalizat la începutul anului 2009 o fabrică de adezivi, lângă București, în Popești-Leordeni, în urma unei investiții de 7 milioane de euro, cu o capaciate de 300.000 de tone pe an.
Compania produce și profile metalice care au un aport de 70% din cifra de afaceri.
Cifra de afaceri:
| Anul          | 2010 | 2009 |
| ------------- | ---- | ---- |
| milioane euro | 13,5 | 9    |